# Lequio Berria
Lequio Berria (piemontiul: Lech) település Olaszországban, Piemont régióban, Cuneo megyében. Lakosainak száma 422 fő (2023. január 1.). Lequio Berria Albaretto della Torre, Arguello, Benevello, Borgomale, Bosia, Cravanzana és Rodello községekkel határos.

## Népesség
A település lakossága az elmúlt években az alábbi módon változott:
| Lakosok száma | 481  | 476  | 422  |
|               | 2017 | 2018 | 2023 |